# William Blake Richmond
Pour les articles homonymes, voir Richmond.
William Blake Richmond, né le 29 novembre 1842 à Londres et mort le 11 février 1921, est un peintre britannique. 

## Biographie

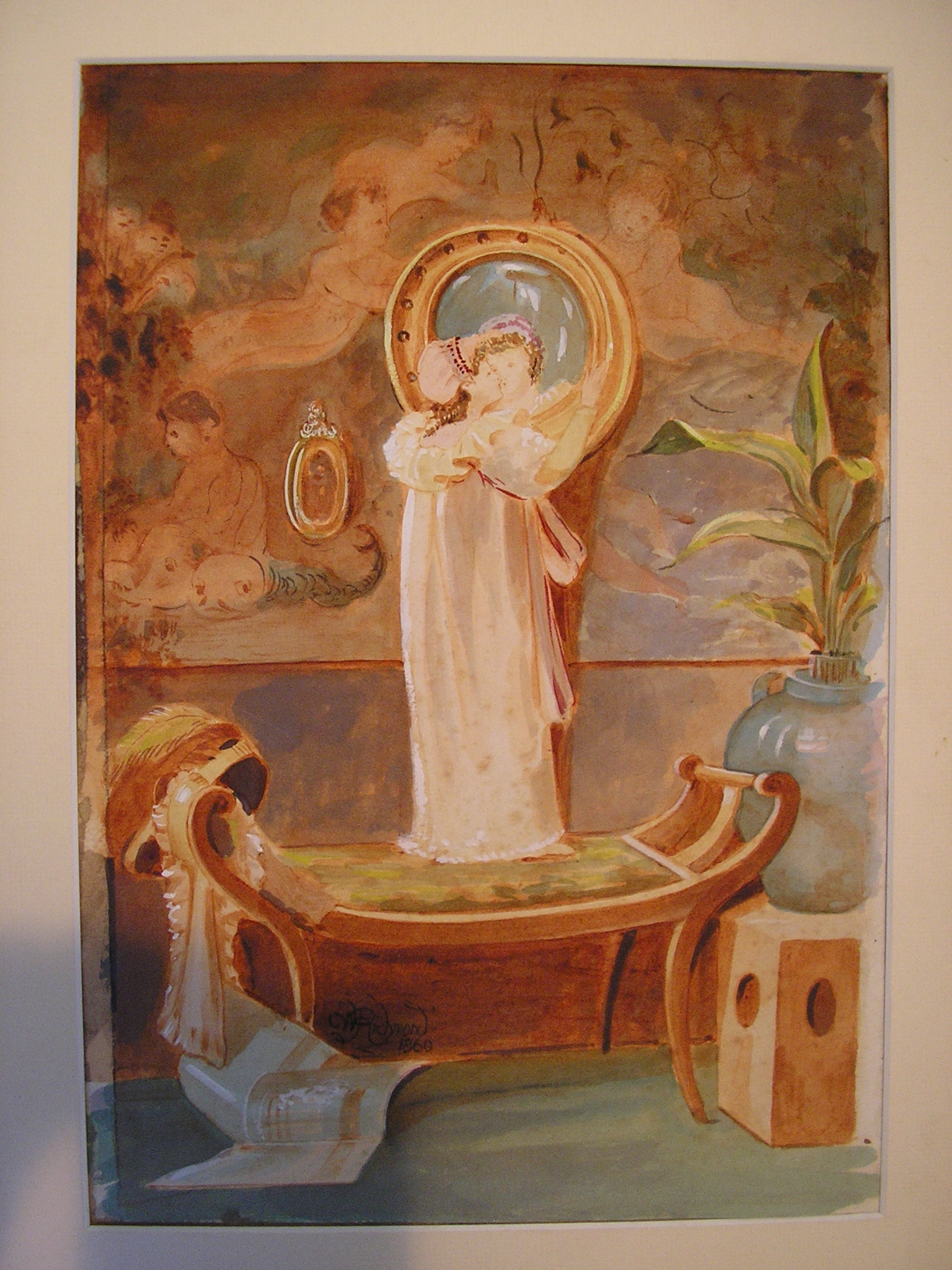
Le Miroir de Narcisse (aquarelle, 1860).

Richmond pratique à la fois la peinture de portrait et les techniques du vitrail et de la mosaïque : on lui doit notamment une partie des décorations de la cathédrale Saint-Paul de Londres.
Dans son œuvre The Slave datée de 1886, on distingue la figure de la modèle d'origine jamaïcaine Fanny Eaton.
Il a été Maître de l'Art Workers' Guild en 1891.

## Œuvres célèbres
- Portrait of George Howard, earl of Carlisle (1879), huile sur toile, collection du château Howard.